# Carn Connachtach

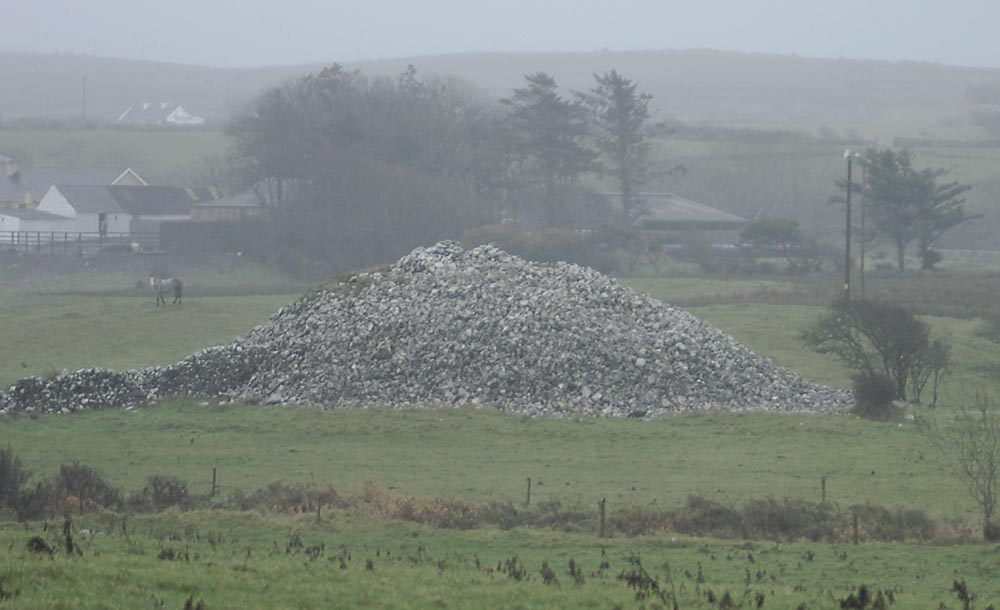
Steinhügel

Carn Connachtach (auch Connachtan oder Curraghadoo genannt; der Carn Mhic Táil – dt. der Hügel von Mac-Tál) ist ein eindrucksvoller etwa acht Meter hoher und an der Basis fast 100 m Durchmesser aufweisender Cairn im Townland Curraghadoo (irisch Curracha Dubha) in der Nähe von Kilshanny und Ennistimon südlich des Dereen River im Zentrum des County Clare in Irland.
Nachdem der Bau der Megalithanlagen eingestellt worden war, kamen die Steinkisten auf. Manche werden einzeln gefunden, aber öfter auch gruppiert unter Erd- oder Steinhügeln. Ein viel kleinerer Steinhügel bei Poulawack in der Nähe von Noughaval, der 1934 ausgegraben wurde, barg 18 Steinkisten mit bronzezeitlichen Grabbeigaben. Daraus folgt nicht notwendigerweise, dass der nicht ausgegrabene Carn Connachtach auch viele Steinkisten enthält.
Der Volksglaube besagt, dass der Steinhügel der Inaugurationsplatz der Könige von Corcomroe (Corca Mrua) war. Der Name Carn Connachtach besagt, dass hier eine Armee aus Connacht bestattet ist. Die Annalen registrieren 1573 in der Nähe einen ansonsten nicht registrierten Kampf zwischen Gruppen des O’Brien-Clans.